# Cherokee Phoenix

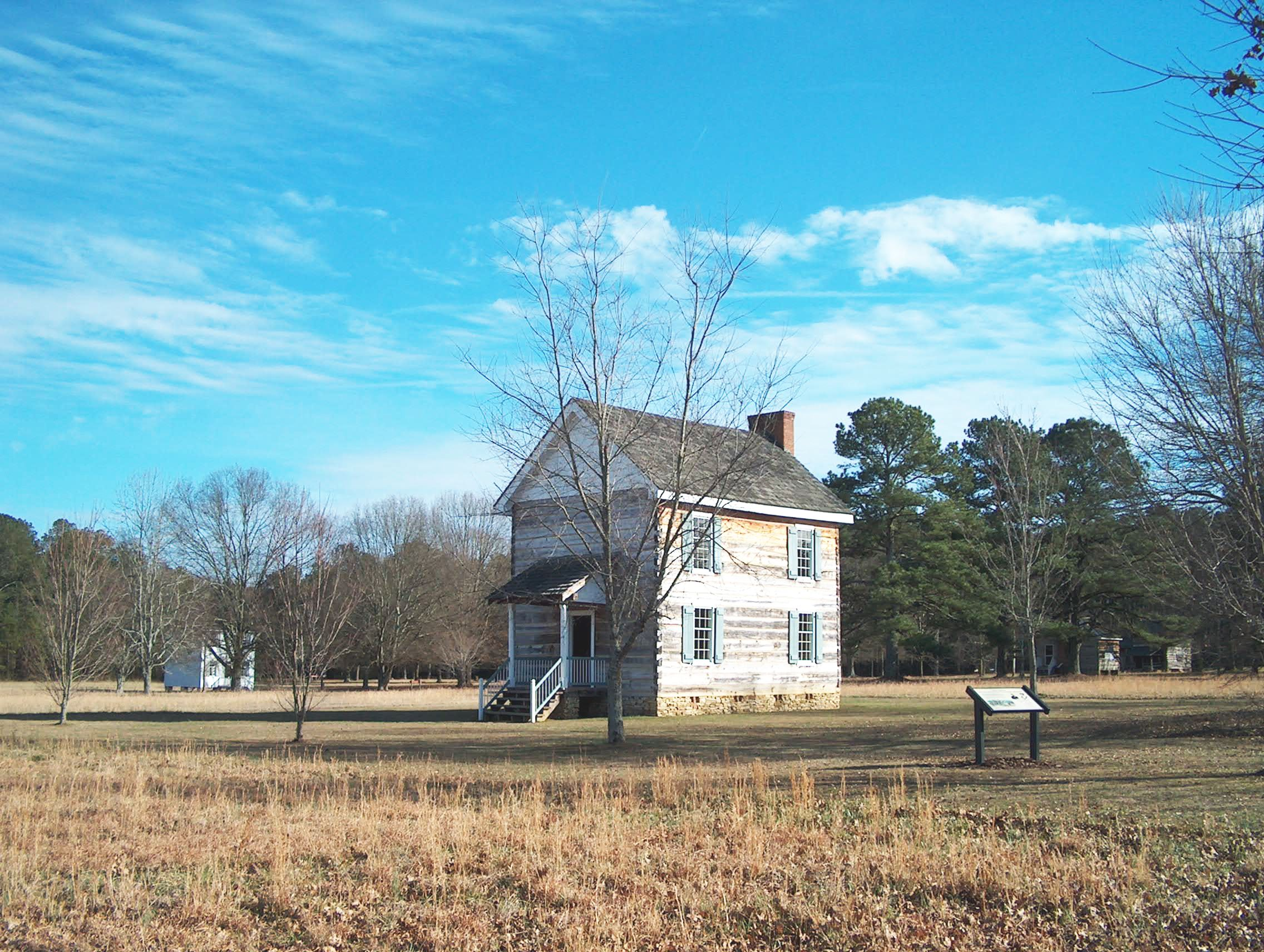
Drukarnia w New Echota, w latach 30. XIX w. miejsce powstawania Cherokee Phoenix

Cherokee Phoenix (zang. „Feniks Czirokezów”) – pierwsze czasopismo wydawane w latach 30. XIX w. przez Indian Ameryki Północnej.
Gazeta drukowana była w latach 1828–1834 w New Echota w stanie Georgia i rozchodziła się głównie na terenach zamieszkiwanych przez należące do tzw. Pięciu Cywilizowanych Narodów plemię Czirokezów, ale była też znana szerzej. Wydawcą pisma był Elias Boudinot, który zaproponował, by pismo ukazywało się w dwóch językach – po angielsku i po czirokesku (w tym ostatnim przy użyciu specjalnego sylabariusza opracowanego nieco wcześniej przez innego Czirokeza – Sekwoję). Pionierskie pismo upadło w związku z przymusowym przesiedleniem plemienia tzw. „Szlakiem Łez” na Terytorium Indiańskie. Sylabariusz przetrwał do dziś.
Współcześnie czasopismo o tej samej nazwie (częściowo dwujęzyczne) wydawane jest przez Naród Czirokezów w Tahlequah, w Oklahomie.